# Pachystachys lutea
Espèce
Synonymes
- Justicia lutea (Nees) Ruiz & Pav. ex B.D.Jacks.[1]

Pachystachys lutea est une espèce de plantes à fleurs du genre Pachystachys de la famille des Acanthacées. C'est un arbuste à feuillage persistant originaire des régions tropicales d'Amérique (Brésil, Pérou, Amérique centrale). Il est cultivé ailleurs comme plante ornementale.

## Description
Les feuilles de cet arbuste sont d'un vert sombre, il présente des épis floraux constitués de bractées florales jaune vif d'environ 10 cm d'où émergent de 1 à 3 petites fleurs blanches allongées et incurvées d'environ 4 cm.

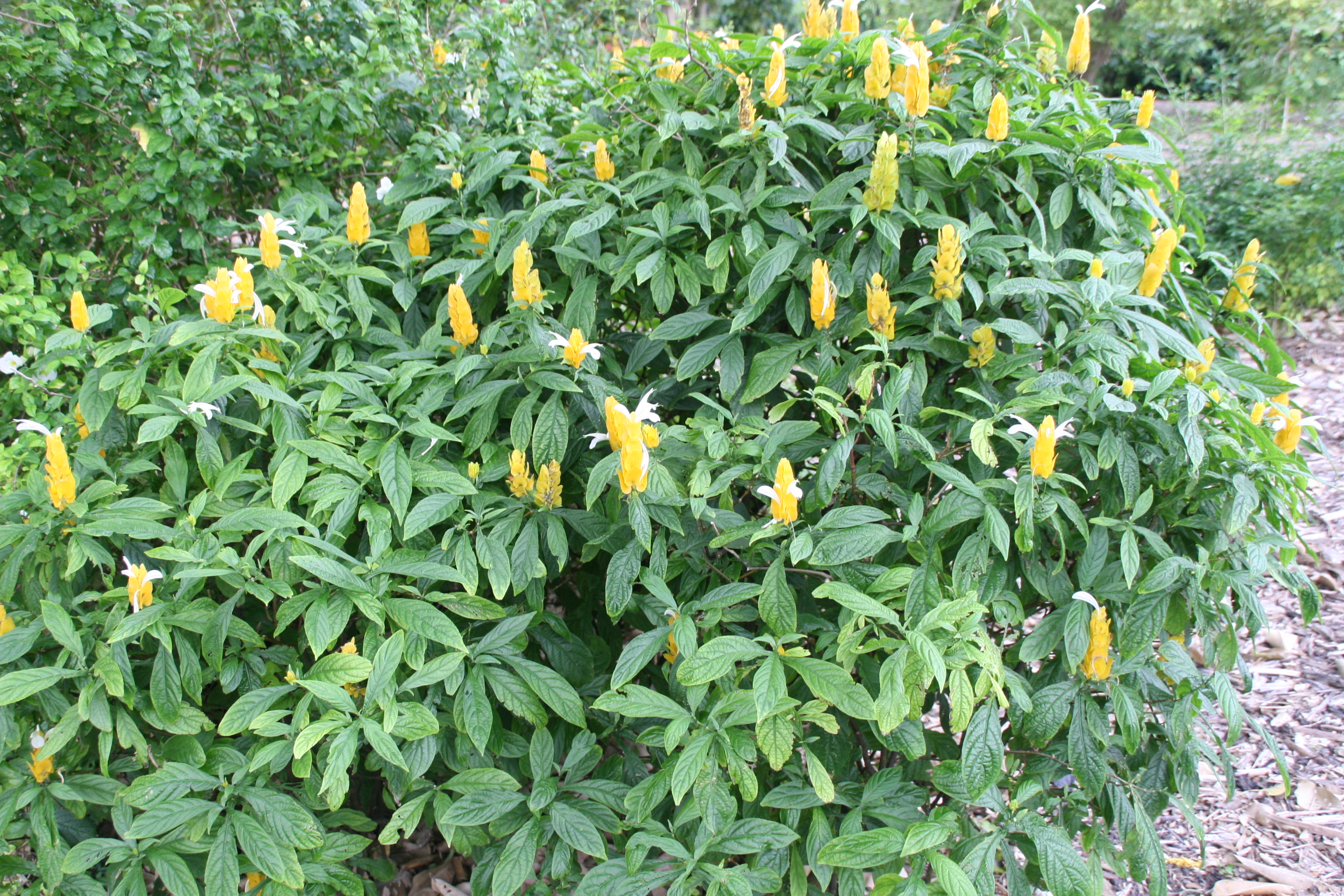
Vue d'ensemble
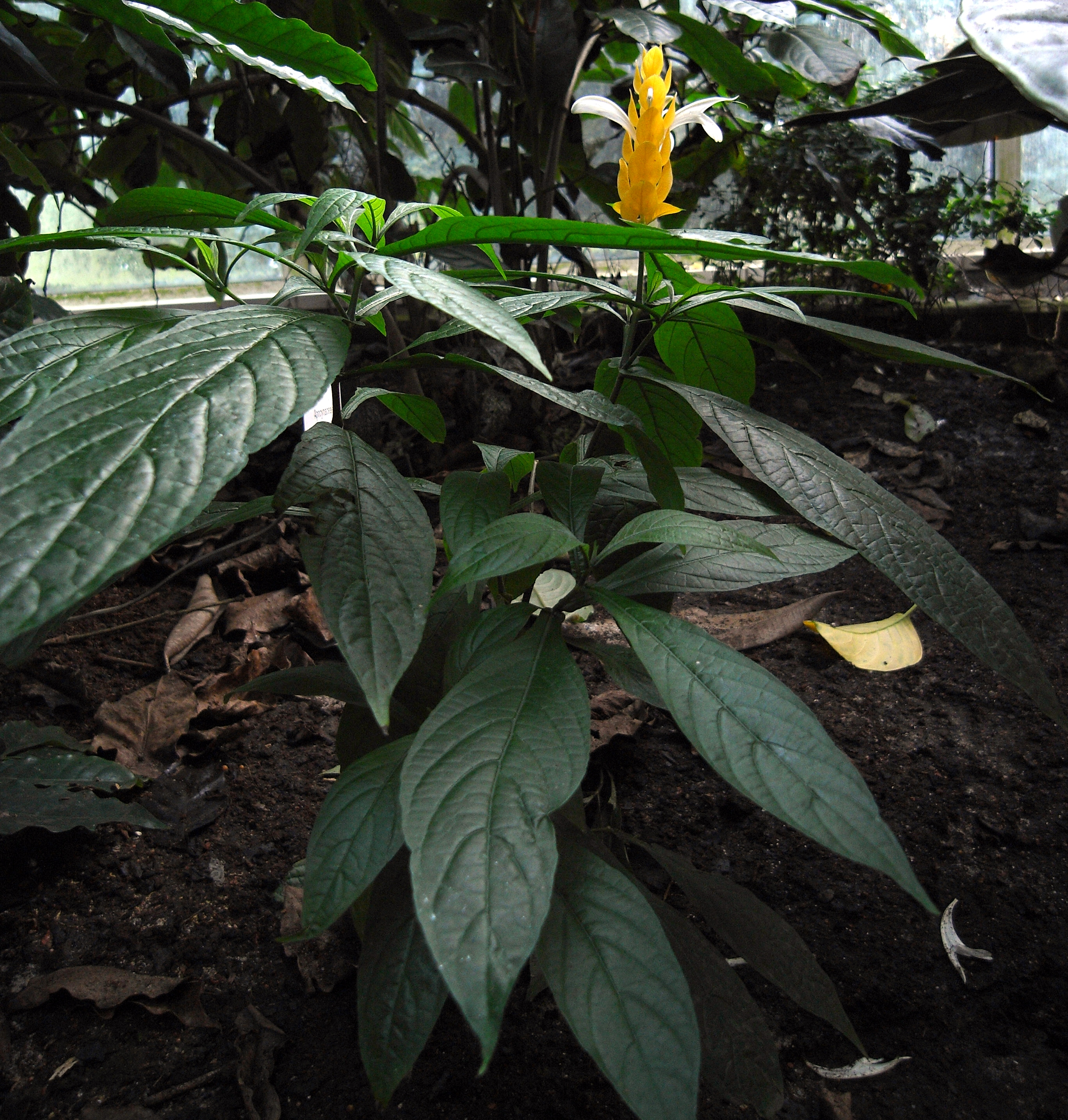
Port des tiges
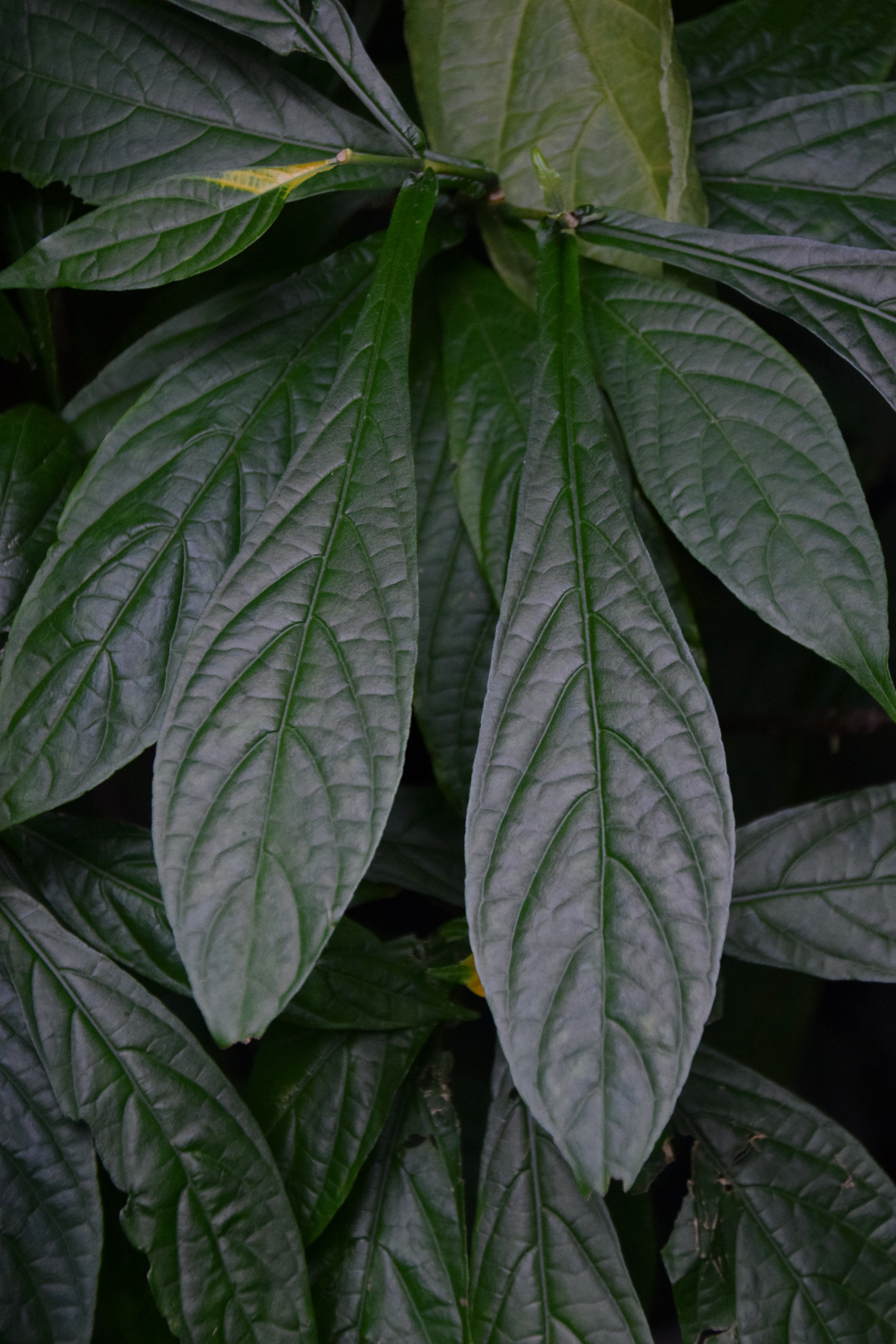
Feuillage
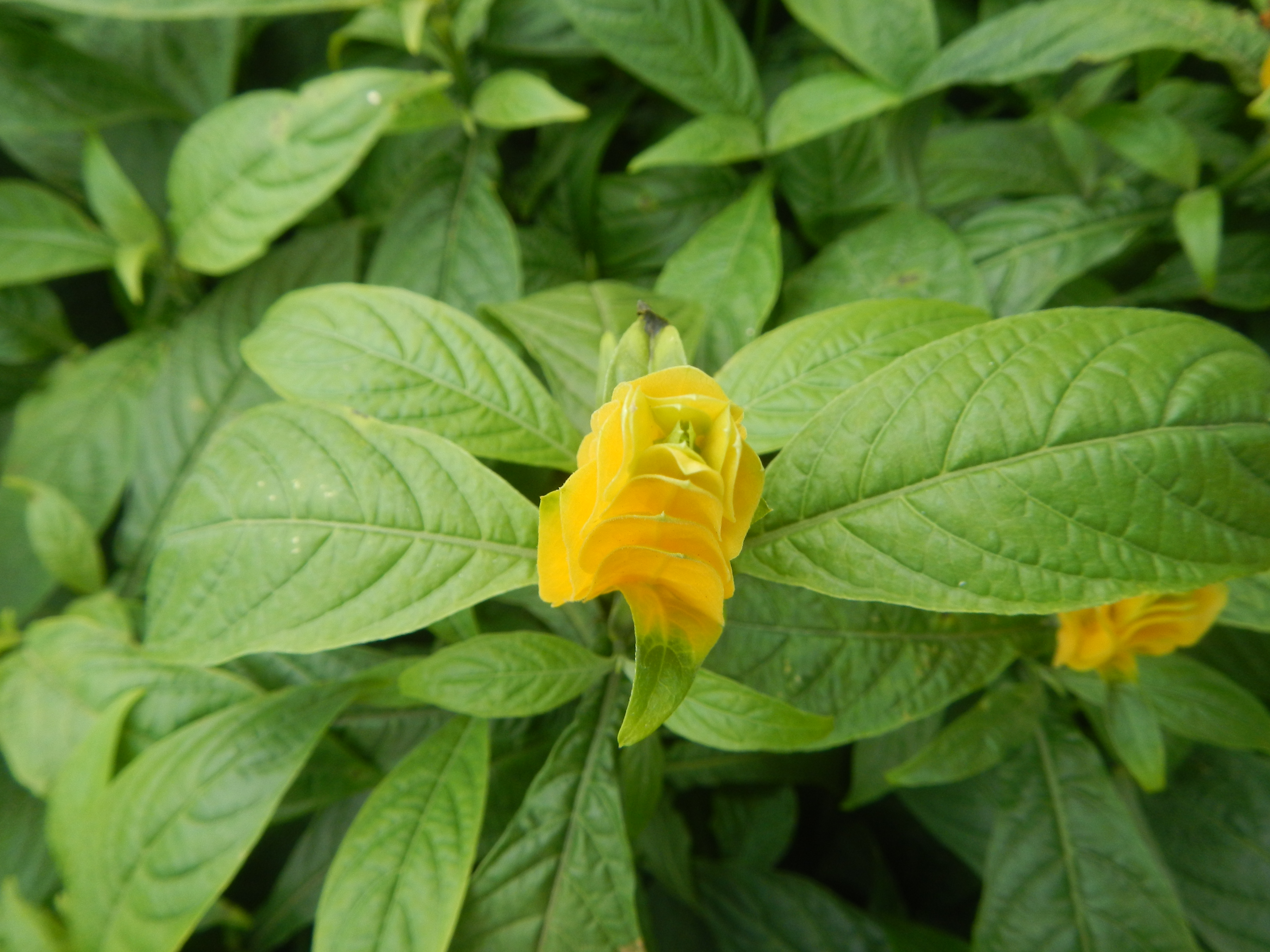
Bractées florales
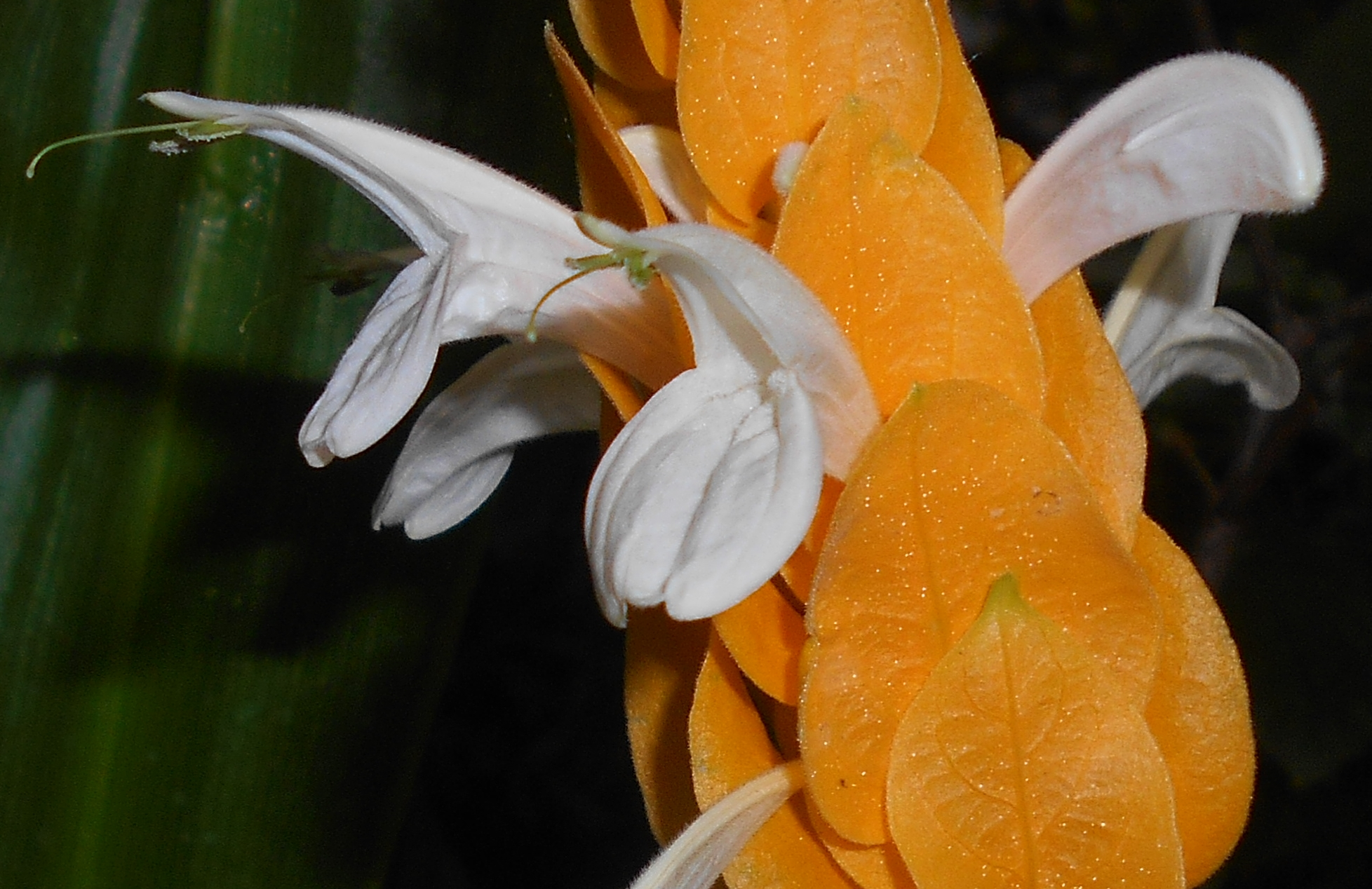
Fleurs

## Classification
Cette espèce a été décrite en 1847 par le botaniste allemand Christian Gottfried Daniel Nees von Esenbeck (1776-1858).
En classification phylogénétique APG III (2009) comme en classification classique de Cronquist (1981), elle fait partie du genre Pachystachys, famille des Acanthaceae.